# Anne Stalman
Anne Stalman (Wijchen, 29 november 1981) is een Nederlands zangeres en actrice. Zij is bij het Nederlandse publiek tot nu toe vooral bekend van de televisieserie Op zoek naar Evita waarin zij in de liveshows uitkwam, of van de musical Evita, die in vele theaters in Nederland en Vlaanderen in 2008 te zien is geweest.

## Biografie
Na haar middelbare-schoolopleiding aan het Stedelijk Gymnasium Nijmegen te hebben afgerond, is Stalman in 2000 begonnen aan de Fontys Dansacademie in Tilburg. In 2002 is zij gestart bij de MusicAllFactory van het Tilburgse Factorium en heeft haar opleiding voortgezet in de richting Muziektheater van het Fontys Conservatorium waar ze in 2007 is afgestudeerd.

## Theater
Nog voordat ze deelnam aan Op zoek naar Evita was Stalman al gecontracteerd om in Evita te gaan spelen, als lid van de ‘swing’, tevens is ze de tweede understudy voor de titelrol in deze musical, waardoor Stalman ook een aantal maal de titelrol zal vertolken en dat eind januari 2008 dan ook voor de eerste keer heeft gedaan. De ‘swing’ is de verzamelnaam voor de vervangers voor de leden van het ensemble, de leden hiervan moeten diverse ensemble-rollen instuderen.
Op 18 april 2008 werd bekend dat Stalman in het seizoen 2008-2009 in de musical Anatevka de rol van Hodel, een van de drie dochters van hoofdpersoon melkboer Tevje, voor haar rekening zou gaan nemen. Op 24 oktober 2008 echter heeft Stalman haar rol in Anatevka teruggegeven, met als reden dat de repetities voor de rol niet te combineren zijn met haar rol in Evita.
Vanaf 1 december 2009 is Stalman ook te zien zijn in de musical Joseph and the Amazing Technicolor Dreamcoat als lid van het ensemble en understudy Vertelster.
Op 20 januari 2010 werd bekendgemaakt dat Stalman gaat spelen in de musical We Will Rock You als Teacher, understudy Killer Queen en Scaramouche. Deze musical was vanaf augustus 2010 exclusief te zien in het Beatrix Theater in Utrecht.
Op dit moment is Anne als soliste-zangeres te zien in Dreams Live, de dinnershow van RTL-Wentink Events in Studio 21 op het mediapark in Hilversum.

## Televisie
- Voorjaar 2007 was Stalman te zien in het RTL 4-programma De weg naar Fame, waarin zij deelnam aan de auditieronde.
- Najaar 2007 was Stalman een van de tien finalisten in Op zoek naar Evita. Deze plaats had ze mede te danken aan  Willem Nijholt, want zij behoorde halverwege de audities niet tot de selectie van de panelleden. Nijholt vermoedde echter dat Stalman zich gedurende de liveshows verder zou kunnen ontwikkelen en wilde haar die kans graag geven. Aan het eind van de auditieronde vond ook het panel dat Stalman aan de liveshows mocht deelnemen. De verwachte ontwikkeling liet Stalman ook inderdaad zien met vertolkingen van o.a. Raise the Roof uit de musical The wild party, Mannen uit de musical De 3 Musketiers de musical en ten slotte And I’m telling you I’m not going uit de verfilmde musical Dreamgirls in de zesde liveshow. Uiteindelijk heeft Stalman in het programma de vijfde plaats bereikt, na de sing-off te hebben verloren van Marleen.
- Najaar 2009 was Stalman in een gastrol (achtergrondzangeres) te zien in twee uitzendingen van Gooische Vrouwen.